# سیلورتن، نیو ساوت ولز
سیلورتن (به انگلیسی: Silverton) یک شهرک در استرالیا است که در نیو ساوت ولز واقع شده‌است.